# Raquel Galdes
Raquel Galdes (* 5. September 1996 in Gudja) ist eine maltesische Sängerin.

## Leben
Raquel Galdes wurde am 5. September 1996 in Gudja, Malta, geboren. Sie fing schon als Kind mit dem Singen an und trat 2002 einem maltesischen Chor bei. 2013 nahm die Sängerin an einem nationalen Gesangswettbewerb mit dem Lied Mhux Pupa Biss, welches von Dominic Cini geschrieben wurde, teil und belegte dort den achten Platz. Im selben Jahr nahm sie mit dem Song Invisible, welches von Philip Vella und Gerard James Borg geschrieben wurde, an Malta Eurovision Song Contest, der maltesischen Vorentscheidung für den Eurovision Song Contest, teil und erreichte als eine von 20 das Halbfinale der Show. Ebenfalls 2013 erreichte Galdes bei der britischen Version der Castingshow X-Factor die dritte Runde. Im Folgejahr nahm sie erneut am Vorentscheid für den ESC teil und schaffte es mit dem Lied Stop Haunting Me in das Halbfinale, welches am 21. November 2014 stattfand. In diesem konnte sie sich allerdings nicht für das Finale qualifizieren.
Momentan studiert Raquel Galdes Betriebswirtschaft in Malta, 2015 wird sie in London Musik an der Musikschule The Institute Musik studieren.

## Diskografie
- 2013: Mhux Pupa Biss
- 2013: Invisible
- 2014: Andromeda
- 2014: With or Without You[3]
- 2014: Stop Haunting Me